# Mich Beyer
Pour les articles homonymes, voir Beyer.
Michèle Beyer, dite Mich Beyer (née le 13 août 1948 à Douarnenez) est une enseignante et une écrivaine de langue bretonne, auteure de plusieurs romans et nouvelles, pour les adultes et pour la jeunesse. Elle a reçu les principaux prix pour les écrivains en langue bretonne.

## Biographie
Elle a été, pendant de nombreuses années, maître des écoles dans les écoles Diwan. Parallèlement, elle a collaboré à plusieurs revues en langue bretonne. Elle a été formatrice dans un organisme de formation de langue bretonne, "Roudour", à Huelgoat, puis à Kelenn, centre de formation des futurs enseignants bilingues, à Quimper.

## Œuvres
- Ar Pennoù Koltar war an enez (Les Têtes de Coltar sur l'île) : An Here, 1991
- Ar Pennoù Koltar e Menez Are (Les Têtes de Coltar dans les Monts d'Arrée) : An Here, 1993
- An Dervenn, Keit Vimp Bev, 2008.
- Seizh Devezh warn-ugent : An Alarc'h, 2006. Prix France 3, 2006
- Etrezek an enez : An Alarc'h, 2007. Prix Langleiz, 2008. Priz Ar Bono 2008. Prix Sten Kidna 2009.
- Teñvalijenn : An Alarc'h, 2009
- Kan ar Mein : An Alarc'h, 2010. Prix Pêr Mokaer, 2010
- Azigoragazar : Keit Vimp Bev, 2010
- Andon ar gasoni, An Alarc'h, 2011
- Azvent, An Alarc'h, 2013
- Ur person evit enez Sun, An Alarc'h, 2016, Traduction (Henri Queffélec, Un recteur de l'île de Sein)
- Istor fentus stadoù hag impalaeriezhioù al loar, An Alarc'h, 2017, Traduction (Cyrano de Bergerac, L'histoire comique des États et Empires de la Lune)
- Troiad en ifern, An Alarc'h, 2017, Prix Sten Kidna 2017 [1].
- An dilastezer, An Alarc'h, 2018
- Anna Skolan, An Alarc'h, 2020
- Na fur na foll, An Alarc'h, 2021